# موزی (کتاب)
موزی (انگلیسی: The Mozi؛ چینی: 墨子)، که با نام موجینگ یا قانون موهیست نیز شناخته می‌شود، یک متن چینی باستانی از دوره ایالت‌های جنگ‌طلب (۴۷۶-۲۲۱ قبل از میلاد) است، که فلسفه موهیسم را بیان می‌کند. ایده‌های موهیستی مانند بی‌طرفی، حکم‌رانی شایسته‌سالارانه، رشد اقتصادی و بی‌زاری از خودنمایی را مطرح می‌کند و به زبان ساده‌اش معروف است.
فصل‌های موزی را می‌توان به چند دسته تقسیم کرد: یک گروه اصلی از ۳۱ فصل که حاوی ایده‌های اساسی فلسفی مکتب موهیست است. چندین فصل در مورد منطق، که از مهم‌ترین متون اولیه چینی در مورد منطق هستند و به‌عنوان «فصل‌های دیالکتیکی» شناخته می‌شوند. پنج بخش حاوی داستان‌ها و اطلاعات در مورد موزی و پیروانش. و یازده فصل در مورد فن‌آوری و جنگ دفاعی، که موهیست‌ها در مورد آن‌ها متخصص بودند و منابع ارزش‌مند اطلاعات در مورد فن‌آوری نظامی چین باستان. همچنین دو بخش کوچک دیگر وجود دارد: یک گروه اولیه از هفت فصل که مربوط به تاریخ بسیار متأخر است، و دو فصل ضدکنفوسیوس که تنها یکی از آن‌ها باقی مانده‌است.
مکتب فلسفی موهیسم در قرن سوم قبل از میلاد از بین رفت و نسخه‌های موزی به خوبی حفظ نشد. متن مدرن به‌عنوان «بدنامی فاسد» توصیف شده‌است. از ۷۱ فصل موزی، ۱۸ فصل از بین رفته و چندین فصل دیگر به‌شدت تکه‌تکه شده‌اند.

## نویسنده
موزی، و همچنین کل مکتب فلسفی موهیسم، به‌دلیل نام‌گذاری و به مو دی، که با عنوان «موزیـ شناخته می‌شود نام‌گذاری شده‌است. موزی شخصیتی از قرن پنجم قبل از میلاد است که هیچ چیز قابل اعتمادی دربارهٔ او در دست نیست. بیش‌تر منابع او را متعلق به ایالت لو می‌دانند؛ اگرچه یکی می‌گوید که او از ایالت سونگ بوده‌است، و می‌گویند که او در سراسر کشورهای متخاصم سفر می‌کرد تا حاکمانشان را متقاعد کند که از حمله به یکدیگر دست بردارند. به‌نظر می‌رسد موزی از خانواده‌ای متواضع بوده‌است، و برخی از عناصر کتاب نشان می‌دهند که او ممکن است نوعی صنعت‌گر یا هنرمند، مانند نجار بوده باشد. برخی از محققان این نظریه را مطرح کرده‌اند که نام مو که به‌معنای «جوهر» است، ممکن است واقعاً یک نام خانوادگی نباشد، و می‌تواند نشان‌دهنده این باشد که موزی تحت داغ شدن یا خال‌کوبی قرار گرفته‌است که در چین باستان به عنوان نوعی مجازات استفاده می‌شد.

## محتوا
موزی در ابتدا شامل ۷۱ فصل بود. ۱۸ فصل از فصل‌های اصلی گم شده‌اند و چندین فصل دیگر آسیب دیده و تکه‌تکه شده‌اند. متن را می‌توان در مجموع به شش بخش تقسیم کرد:
- فصل‌های ۱–۷: گروهی از مقالات و گفت‌وگوهای متفرقه که به وضوح در زمان‌های بعد اضافه شده‌اند و تا حدودی با بقیه کتاب ناسازگار هستند.
- فصل‌های ۸ تا ۳۷: گروه بزرگی از فصل‌ها (هفت تای آن‌ها مفقود و سه تای آن‌ها تکه‌تکه هستند) که فصل‌های اصلی موزی را تشکیل می‌دهند و ده آموزه اصلی فلسفی مکتب فکری موهیست را توضیح می‌دهند. موزی به‌طور مکرر در این فصل‌ها ارجاع و استناد شده‌است.
- فصل ۳۸–۳۹: دو فصل (که تنها فصل ۳۹ باقی مانده‌است) با عنوان «علیه کنفوسیوس»، حاوی استدلال‌های جدلی علیه آرمان‌های کنفوسیوسیسم است. گاهی اوقات این فصل‌ها با فصل‌های ۸ تا ۳۷ گروه‌بندی می‌شوند.
- فصل‌های ۴۰ تا ۴۵: گروهی از شش فصل که اغلب «فصل‌های دیالکتیکی» نامیده می‌شوند، و برخی از منحصربه‌فردترین نوشته‌های چین باستان هستند. آن‌ها موضوعاتی در منطق، معرفت‌شناسی، اخلاق، هندسه، اپتیک و مکانیک را پوشش می‌دهند. فصل‌های دیالکتیکی متراکم و دشوار هستند؛ عمدتاً به این دلیل که متن به‌شدت درهم و خراب است.
- فصل ۴۶–۵۱: شش فصل (که عنوان فصل ۵۱ بین رفته‌است) شامل داستان‌ها و دیالوگ‌هایی دربارهٔ موزی و پیروانش است. این فصل‌ها احتمالاً مربوط به اواخر هستند و احتمالاً تا حدی تخیلی هستند.
- فصل‌های ۵۲ تا ۷۱: گروهی از فصل‌ها (که ۹ تای آن‌ها گم شده‌اند) معروف به «فصل‌های نظامی»، حاوی دستورالعمل‌هایی در مورد جنگ دفاعی؛ ظاهراً از موزی به شاگرد اصلی‌اش «کین گولی». این فصل‌ها به‌شدت آسیب دیده و خراب شده‌اند.